# 情人節大屠殺 (電影)
是一部1967年的美國黑幫電影，根據1929年北邊幫的七名幫派份子遭到集體槍殺的真實事件改編而成，該事件受艾爾·卡彭指使。本片由羅傑·科曼執導，霍華德·布朗恩編劇。主演有賈森·羅巴茲飾演艾爾·卡彭、喬治·席格飾演彼得·古森貝、大衛·卡納里飾演法蘭克·古森貝和雷夫·米克爾飾演喬治·「瘋子」·莫蘭。
起初是由奧遜·威爾斯飾演卡彭，但被二十世紀福斯否決，因為害怕威爾斯「不可指揮」。電影旁白由與威爾斯的風格相類似的著名荷里活配音演員保羅·佛里斯負責。
年輕的布魯斯·鄧恩飾演大屠殺中的一名受害者，積·尼高遜則飾演一名黑幫小角色。

## 演員
- 賈森·羅巴茲 飾 艾爾·卡彭
- 喬治·席格（英语：George Segal） 飾 彼得·古森貝（英语：Peter Gusenberg）
- 雷夫·米克爾（英语：Ralph Meeker） 飾 喬治·克拉倫斯·莫蘭
- 珍·海爾（英语：Jean Hale） 飾 Myrtle
- 揚·梅林（英语：Jan Merlin） 飾 Willie Marks
- 克林特·里奇（英语：Clint Ritchie） 飾 傑克·麥格恩
- 大衛·卡納里（英语：David Canary） 飾 法蘭克·古森貝（英语：Frank Gusenberg）
- 哈羅德·J·史東（英语：Harold J. Stone） 飾 Frank Nitti（英语：Frank Nitti）
- 法蘭克·西爾維拉（英语：Frank Silvera） 飾 Nick Sorello
- 喬瑟夫·康帕內拉（英语：Joseph Campanella） 飾 Albert Wienshank
- 理查德·巴卡利（英语：Richard Bakalyan） 飾 John Scalise（英语：John Scalise）
- 查爾斯·迪爾科普（英语：Charles Dierkop） 飾 Salvanti
- 約翰·阿格（英语：John Agar） 飾 狄恩·歐班寧
- 喬·特科爾 飾 傑克·古茲克
- 布魯斯·鄧恩 飾 Johnny May
- Mickey Deems 飾 Reinhardt Schwimmer
- 里德·哈德里（英语：Reed Hadley） 飾 海米·魏斯
- Alexander D'Arcy（英语：Alexander D'Arcy） 飾 Joe Aiello（英语：Joe Aiello）
- 萊奧·戈登（英语：Leo Gordon） 飾 Heitler
- Celia Lovsky（英语：Celia Lovsky） 飾 Josephine Schwimmer
- 米爾頓·弗羅梅（英语：Milton Frome） 飾 Adam Hyer
- 保羅·佛里斯（英语：Paul Frees） 飾 旁白
- 瑪麗·格雷斯·坎菲爾德 飾 Mrs. Doody（未掛名）
- 巴布拉·莫利斯（英语：Barboura Morris） 飾 Jeanette Landsman（未掛名）
- 積·尼高遜 飾 Gino（未掛名）
- 貝西·瓊斯-摩爾蘭（英语：Betsy Jones-Moreland） 飾 Poolside interviewer 1（未掛名）
- 巴克·泰勒（英语：Buck Taylor） 飾 Poolside interviewer 2（未掛名）

## 外部連結
- 互联网电影数据库（IMDb）上《情人節大屠殺》的资料（英文）